# Arteria pudenda interna
La arteria pudenda interna es una arteria que se origina como rama extrapélvica de la arteria ilíaca interna.

## Ramas
Emite las siguientes ramas:
Ramas colaterales:
- Arteria rectal inferior.
- Arteria perineal.
- Arteria del bulbo del pene (en el hombre).
- Arteria del bulbo del vestíbulo (en la mujer)

Ramas terminales:
- Arteria profunda del pene (en el hombre).
- Arteria profunda del clítoris (en la mujer).
- Arteria dorsal del pene (en el hombre).
- Arteria dorsal del clítoris (en la mujer).

## Distribución
Se distribuye hacia el conducto anal y el perineo.